# بروس جارفيس
بروس جارفيس (بالإنجليزية: Bruce Jarvis)‏ هو لاعب كرة قدم أمريكية أمريكي، ولد في 3 نوفمبر 1948 في سياتل في الولايات المتحدة.

## وصلات خارجية
- بروس جارفيس على موقع مرجع كرة القدم المحترفة.كوم (الإنجليزية)